# مطار توكومين الدولي
مطار توكومين الدولي (بالإسبانية: Aeropuerto Internacional de Tocumen) (إياتا: PTY، إيكاو: MPTO)، هُو مطار دولي يقع في بنما سيتي عاصمة بنما. يُعد المطار مركز عمليات شركة خطوط كوبا الجوية.

## خطوط وشركات الطيران

### النقل الجوي
| شركـات طيـران                   | الوجهات |
| ------------------------------- | --- |
| طيران كندا                      | موسمي: مطار تورونتو بيرسون الدولي |
| طيران أوروبا                    | مطار مدريد باراخاس الدولي |
| الخطوط الجوية الفرنسية          | مطار باريس شارل ديغول |
| الخطوط الجوية الأمريكية         | مطار ميامي الدولي |
| أفيانكا                         | مطار إلدورادو الدولي |
| أفيانكا الإكوادور               | مطار إلدورادو الدولي |
| Cayman Airways                  | مطار أوين روبرتس الدولي (تستأنف في 26 يونيو 2023) |
| كونفياسا                        | مطار سيمون بوليفار الدولي، مطار أوغوستو ساندينو الدولي |
| خطوط كوبا الجوية                | Armenia (Colombia) ‏، مطار الملكة بياتريس الدولي، مطار سيلفيو بيتيروسي الدولي، مطار هارتسفيلد جاكسون، مطار أوستن برغستروم الدولي (تبدأ في 28 يوليو 2023)، مطار بالتيمور واشنطن الدولي (تستأنف في 28 يونيو 2023)، باربادوس، Barcelona (VE) ‏، Barranquilla، Belize City ‏، Belo Horizonte–Confins ‏، مطار إلدورادو الدولي، مطار لوجان الدولي، مطار برازيليا الدولي، Bucaramanga، مطار الوزير بيستارينيي الدولي، Cali، Cancún، مطار سيمون بوليفار الدولي، Cartagena، مطار أوهير الدولي، Chiclayo، Córdoba (AR) ‏، Cúcuta، كوراساو، David، مطار دنفر الدولي، Fort Lauderdale ‏، Georgetown–Cheddi Jagan ‏، مطار غوادالاخارا الدولي، Guatemala City، Guayaquil، مطار خوسيه مارتي الدولي، مطار نورمان مانلي الدولي، مطار هاري ريد الدولي، مطار خورخي تشافيز الدولي، مطار لوس أنجلوس الدولي، مطار أوغوستو ساندينو الدولي، Manaus، Manta (تبدأ في 27 يونيو 2023)، Maracaibo، مطار خوسية ماريا كوردوفا الدولي، Mendoza، مطار بينيتو خواريز الدولي، مطار فيليبي أنجيليس الدولي، مطار ميامي الدولي، مطار سانجستر الدولي، Monterrey، مطار كاراسكو الدولي، مطار مونتريال الدولي، Nassau، مطار جون إف كينيدي الدولي، مطار أورلاندو الدولي، Paramaribo، Pereira، Porto Alegre، Port of Spain، Punta Cana ‏، مطار ماريسكال سوكري الدولي، مطار ريو دي جانيرو الدولي، مطار روزاريو الدولية ‏، مطار غوستافو روجاس بينيلا الدولي، مطار سان فرانسيسكو الدولي، مطار خوان سانتاماريا الدولي، مطار لويس مارين مونيوز، San Pedro Sula ‏، مطار إل سلفادور الدولي، Santa Clara ‏، Santa Cruz de la Sierra–Viru Viru ‏، Santa Marta ‏، مطار أرتورو ميرينو بينيتيز الدولي، مطار لاس أمريكا الدولي، مطار غواروليوس الدولي، مطار الأميرة جوليانا الدولي، مطار تامبا الدولي، مطار كوماياغوا الدولي، مطار تورونتو بيرسون الدولي، Valencia (VE) ‏، مطار واشنطن دولس الدولي |
| Copa Airlines Colombia          | مطار الوزير بيستارينيي الدولي، مطار خوسية ماريا كوردوفا الدولي |
| خطوط دلتا الجوية                | مطار هارتسفيلد جاكسون |
| Estelar Airlines                | مطار سيمون بوليفار الدولي |
| أيبيريا (شركة طيران)            | مطار مدريد باراخاس الدولي |
| الخطوط الجوية الملكية الهولندية | مطار سخيبول أمستردام |
| LASER Airlines                  | مطار سيمون بوليفار الدولي |
| Sunrise Airways                 | Port-au-Prince |
| الخطوط الجوية التركية           | مطار إسطنبول الدولي |
| Turpial Airlines                | Valencia (VE) ‏ |
| الخطوط الجوية المتحدة           | مطار جورج بوش الدولي، مطار نيوآرك ليبرتي الدولي |
| Venezolana                      | Barquisimeto، مطار سيمون بوليفار الدولي، Maracaibo |
| وينغو (خطوط جوية)               | مطار إلدورادو الدولي، مطار خوسية ماريا كوردوفا الدولي |

### الشحن الجوي
| شركـات طيـران               | الوجهات |
| --------------------------- | --- |
| 21 Air                      | ميامي |
| طيران إيه بي أكس            | ميامي |
| Aerosucre                   | بوغوتا، مطار لاس أمريكا الدولي |
| AeroUnion                   | مكسيكو سيتي |
| Amerijet International      | ماناغوا، ميامي |
| أفيانكا للشحن               | بوغوتا، ميامي |
| DHL Aero Expreso            | أروبا، باربادوس، بوغوتا، كاراكاس، كوراساو، غواتيمالا سيتي، ليما، مكسيكو سيتي، ميامي، بورت أوف سباين، كيتو، سان خوسيه دي كوستاريكا، سان خوان، سان بيدرو سولا، سانتياغو دي تشيلي |
| فيديكس إكسبرس               | ممفيس، سان خوسيه دي كوستاريكا |
| LATAM Cargo Brasil          | ميامي |
| LATAM Cargo Colombia        | بوغوتا، ماناغوا، ميامي |
| Líneas Aéreas Suramericanas | بوغوتا |
| الشحن الجوي ماس             | مكسيكو سيتي، ميامي، مطار غوادالاخارا الدولي |
| الخطوط الجوية القطرية       | لييج، كيتو |
| Transcarga                  | كاراكاس، لاس بيدراس ‏، فالنسيا (فنزويلا) |
| خطوط يو بي إس الجوية        | لويسفيل، ماناغوا، ميامي |
| Vensecar Internacional      | أروبا، كاراكاس |